# Павлінізм
Павлінізм — термін, який використовується для опису поглядів на традиційне християнство як релігійне вчення, що виникло в результаті спотворення первісного вчення Ісуса Христа під впливом ідей апостола Павла.
Павлінізм на відміну від петранізму виступає за радикальний розрив з юдаїзмом, Відомі прихильники: Ф. Ніцше, Б. Рассел, А. Бадью, С. Жижек, Л. М. Толстой.
Ніцше в «Антихристі» вважав Павла справжнім засновником християнства, яке «розіп'яло Спасителя на своєму хресті». Толстой приписує Павлу авторство ідей воскресіння, спасіння, посмертної відплати, вчення про покору владі. Павло очолив нову релігію, в основу якої поклав «дуже невизначені і неясні поняття, які він мав про вчення Христа».
Філософ Ален Бадью в роботі «Апостол Павло. Обґрунтування універсалізму», навпаки, зазначає позитивний внесок Павла в становлення християнства як універсалістського вчення.

## Дивись також
- Толстовство — релігійно-етичний суспільний рух у Росії, що виник під час політичної реакції 1880-их років під впливом ідей і творчості Льва Толстого.
- Послання апостола Павла — тринадцять книг Нового Заповіту